# Joachim Dissemond
Joachim Dissemond (geb. 1968) ist ein deutscher Arzt, Wissenschaftler und Fachbuchautor. Er ist Professor für Dermatologie und Venerologie an der Universitätsklinik Essen.

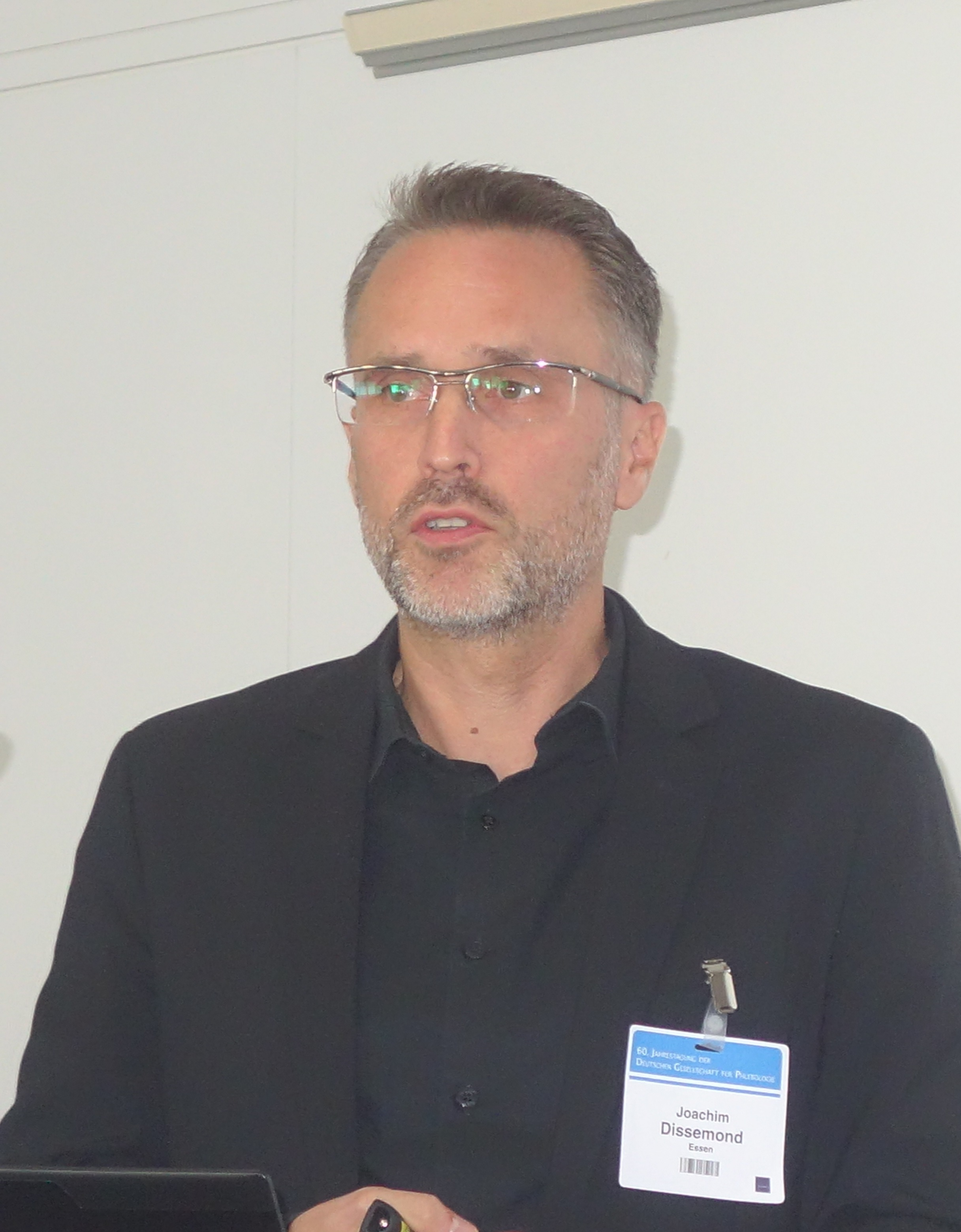
Dissemond beim 60. Jahreskongress der DGP

## Werdegang
Dissemond studierte von 1990 bis 1997 Medizin in Köln. Bis 1999 war er als Arzt im Praktikum an der Universitätsklinik zu Köln und anschließend bis 2002 als Assistenzarzt an der Universitätsklinik Essen beschäftigt. Seine Dissertation im Jahr 2000 wurde mit magna cum laude bewertet. Seit 2003 ist Dissemond als Oberarzt an der Dermatologie der Essener Universitätsklinik tätig. Im Jahr 2005 habilitierte er sich dort im Fachbereich Dermatologie zum Thema „Photokarzinogenese und Vermittlung anti-tumoraler Mechanismen durch reaktive Sauerstoffspezies im humanen malignen Melanom“. Im Jahr 2010 wurde Dissemond zum Professor für Dermatologie und Venerologie an der Universitätsklinik Essen ernannt. Neben dem Facharzt für Dermatologie und Venerologie führt er zudem die Zusatzbezeichnungen Sportmedizin und Allergologie.

### Privates
Dissemond hat zwei Töchter. In seiner Freizeit fährt er Rennrad und Mountainbike.

## Forschung und Wirken
Dissemond forscht und arbeitet zur Wundentstehung und -behandlung und fokussiert hierbei auf Diagnostik und Therapie von Menschen mit chronischen Wunden, insbesondere dem Ulcus cruris. Zu diesen Themenfeldern trägt er regelmäßig auf Kongressen und Fachtagungen vor und engagiert sich in mehreren deutschsprachigen und internationalen Fachgesellschaften, die sich dieser Thematik widmen. Im Rahmen dieses Engagements war er wesentlich an der Entwicklung von diagnostischen Hilfen und Handhaben für die Therapie von Menschen mit chronischen Wunden beteiligt, wie dem TILI-Score, der ABCDE-Regel und dem MOIST-Konzept. Sein besonderes Interesse gilt der Blickdiagnostik von Wunden, anderen Defekten der Haut und dermatologischen Auffälligkeiten. Hierzu hat Dissemond im Jahr 2009 ein Fachbuch veröffentlicht, dass inzwischen mehrere Auflagen erfahren hat. Zudem war er an der Zusammenstellung eines Memocard-Systems (Wundquartett) beteiligt, mit dem sich blickdiagnostische Fertigkeiten einüben lassen. 

### Wundzentrum
Dissemond leitet das Wundzentrum an der Hautklinik des Universitätsklinikums Essen, eine Ambulanz zur Versorgung von Patienten mit komplexen und chronischen Wunden. Das Essener Wundzentrum ist seit Januar 2014 mit dem "Wundsiegel" der Initiative Chronische Wunde zertifiziert. Es war seinerzeit deutschlandweit die zweite Einrichtung dieser Art, die mit dem Wundsiegel zertifiziert wurde. Neben Diagnostik und Versorgung bietet das Wundzentrum auch Gelegenheit zur Teilnahme an klinischen Studien in den Themenfeldern Chronische Wunden und Hauterkrankungen.    

### Publikationen
Dissemond ist Autor und Herausgeber mehrerer Bücher zu verschiedenen Themenfeldern, die mit seinen Schwerpunktbereichen Wunde, Wunddiagnostik und Wundversorgung zusammenhängen. Daneben publiziert er regelmäßig in Zeitschriften und internationalen wissenschaftlichen Fachmagazinen. Dissemonds H-Index beträgt laut Google-Scolar 43.

## Engagement
Über sein berufliches Wirken hinaus engagiert Dissemond sich zudem ehrenamtlich für die Diagnostik, die Therapie und die Versorgung von Menschen mit Wunden. So ist er seit 2016 Vorstandsmitglied der Initiative Chronische Wunden e. V., Autor und Herausgeber zahlreicher Veröffentlichungen dieser Fachgesellschaft, sowie Erster Vorsitzender der Arbeitsgemeinschaft Wundheilung der Deutschen Dermatologischen Gesellschaft. Zudem ist er Mitglied des Deutschen Wundrats, der Deutschen Gesellschaft für Phlebologie, der European Association of Fellows in Wound Healing (EAFWH), der European Wound  Management Association (EWMA) und Gründungsmitglied der Dachorganisation Wund-D.A.CH, deren Vorstand er seit 2011 angehört.
Für die Deutsche Dermatologische Gesellschaft (DDG) gehört Dissemond vertretend der Leitlininengruppe zur Erarbeitung der Nationalen Versorgungsleitlinie zum Typ-2-Diabetes an. Die ersten Kapitel der Leitlinie wurden im Jahr 2021 veröffentlicht und ergänzten, beziehungsweise ersetzten nach Ablauf der bis zum 1. Januar terminierten Konsensusphase die im Jahr 2013 veröffentlichte erste Auflage.

### Positionen
Nach Dissemonds Ansicht könnte eine ausgeweitete Abrechenbarkeit der Maßnahmen der Wundversorgung gegenüber den Krankenkassen die Situation der Wundpatienten verbessern.

## Auszeichnungen (Auswahl)
- Viktor-von-Bruns-Preis der Deutsche Gesellschaft für Wundheilung und Wundbehandlung, 2008[8]
- Hartmann-Preis der Deutschen Gesellschaft für Phlebologie, 2008[9]
- Springer Publikationspreis für Dermatologie, 2009[10]
- Deutscher Wundpreis der Initiative Chronische Wunde, 2014[1]

## Publikationen (Auswahl)
- Vakuumtherapien akuter und chronischer Wunden, Uni-Med Verlag 2007.
- Ulcus cruris – Genese, Diagnostik und Therapie, Uni-Med Verlag 2009.
- Blickdiagnostik chronischer Wunden: Über die klinische Inspektion zur Diagnose, Wirtschafts- und Praxisverlag 2009.
- Kompressionstherapie. Ein Überblick für die Praxis, Springer Verlag 2016.
- Blickdiagnosen Dermatologie: Die 133 wichtigsten dermatologischen Krankheitsbilder, Urban & Fischer Verlag 2021.